# 新泽西州行政区划
美国新泽西州一共有21個縣，而這21個縣一共擁有565個基层政权，其中250個為行政區、52個為城市、15個為鎮、244個為鄉、以及4個為村。這五種基层政权都是新澤西州特殊行政機構劃分，其中行政區政府領導層是由市長及六名議員組成；城市政府領導層是由市長及七名議員組成；鎮政府領導層是由市長及八名議員組成；鄉政府領導層是由市長及三至五名鄉鎮委員會委員組成；而村政府領導層則是由信託委員會組成。在新澤西州中，縣是第二級行政區劃單位，其級別介於州和城鎮之間。新澤西州的縣政府是由永久業權擁有者委員會、警長、書記、以及遺囑檢驗法庭（負責無可爭議的和常規的遺囑認證）組成，且他們全部都是經選舉產生。 在新澤西州《可選縣憲章法》（Optional County Charter Law）下組辦的縣政府則額外包含經選舉產生的縣高管。新澤西州縣份需要執行由州政府定下的職責，例如維修監獄、公園和道路。新澤西州縣份的縣政府所在地稱為縣城。

## 歷史
新澤西州於1674年至1702年期間分裂成兩個省，即東澤西和西澤西，而新澤西州最早成立的縣份就是在這段時間內成立的。博根縣、艾塞克斯縣、密德薩克斯縣和蒙茅斯縣是於1675年自東澤西成立，而伯靈頓縣和塞勒姆縣則是於1681自西澤西成立。新澤西州最近成立的縣份為1857年成立的聯合縣，該縣因内战結束後美國再次統一而得名。新澤西州縣份的名稱有好幾種來源，但主要都是來自英國地名和殖民地以及革命時期著名人物。根據2010年人口普查，擁有905,116人的博根縣是州內人口最多的縣份，而擁有66,083人的塞勒姆縣則是州內人口最少的縣份。

## 新澤西州參議院代表
在20世紀60年代前，新泽西州参议院擁有21個代表。而且不論人口規模，每個縣均只需委派一名代表。在1964年的雷諾茲訴西姆斯案（Reynolds v. Sims）中，美國最高法院的裁決建立了一人一票原则，要求各州议会选区面积应大致相等。之後，美國律師和民主黨政治家大衛·弗里德蘭（David Friedland）代表兩個工會領袖向新澤西州最高法院提起訴訟，質疑新泽西州每個縣均只需委派一名代表的規定。參議院之后頒布了一項提案，规定各县的代表人数需根據其代表縣份的人口进行分配，例如人口较少的開普梅縣在参议院拥有1票代表權，而人口较多的艾塞克斯縣在参议院则拥有19.1票代表權。可是，於1964年12月15日，最高法院一致裁決參議院的提案違憲，並下令州政府為1965年立法機關選舉制定臨時措施。法院亦下令州政府要在1967年立法機關選舉開始前制定一套符合普選制理念的参议院代表制度。立法機關最後決定在新澤西州建立40個區域，每個區域由一個參議員和兩名議會成員作代表，且這些區域與新澤西州的縣份全無關聯。

## 聯邦資料處理標準代碼
以下表格會在每一個縣的名稱後面列出其聯邦資料處理標準代碼（簡稱FIPS代碼），該代碼是聯邦政府用來區分各州和各縣的唯一識別碼。新澤西州的代碼是34，結合任何一個縣的代碼則為「34XXX」。所有的FIPS代碼將鏈接至該縣最近的一次人口普查數據。

## 现今县份列表
| 县名         | FIPS代碼 | 县城         | 成立年份 | 成立自                                       | 县名来源                                                                       | 人口    | 面积                          | 位置 |
| 大西洋縣     | 001      | 梅斯蘭丁     | 1837年   | 格洛斯特縣                                   | 位於本縣東方的大西洋                                                           | 274,549 | 561平方英里 （1,453平方公里） |      |
| 博根縣       | 003      | 哈肯薩克     | 1683年   | 東澤西原本的四個縣之一                       | 新尼德兰博根，而博根則是取名自北荷兰省城鎮博根                                 | 905,116 | 234平方英里 （606平方公里）   |      |
| 伯靈頓縣     | 005      | 蒙荷里       | 1694年   | 西澤西原本的兩個縣之一                       | 英格蘭布里德靈頓附近一個內陸市場的古名                                         | 448,734 | 805平方英里 （2,085平方公里） |      |
| 康登縣       | 007      | 康登         | 1844年   | 格洛斯特縣                                   | 第一代康登伯爵查爾斯·普拉特，美國獨立革命期間英國殖民者的支持者                | 513,657 | 222平方英里 （575平方公里）   |      |
| 開普梅縣     | 009      | 開普梅法院   | 1692年   | 伯靈頓縣                                     | 17世紀的荷蘭探險家科尼利厄斯·雅各布森·梅，他曾探索和調查位於本縣南方的特拉華灣 | 97,265  | 255平方英里 （660平方公里）   |      |
| 坎伯蘭縣     | 011      | 布里奇頓     | 1748年   | 塞勒姆縣                                     | 英國君主喬治二世之子坎伯蘭公爵威廉王子，他於1746年在卡洛登戰役中大獲全勝       | 156,898 | 489平方英里 （1,267平方公里） |      |
| 艾塞克斯縣   | 013      | 紐瓦克       | 1683年   | 東澤西原本的四個縣之一                       | 英國埃塞克斯郡                                                                 | 783,969 | 126平方英里 （326平方公里）   |      |
| 格洛斯特縣   | 015      | 伍德伯里     | 1686年   | 伯靈頓縣                                     | 英國城市格洛斯特                                                               | 288,288 | 325平方英里 （842平方公里）   |      |
| 哈德遜縣     | 017      | 澤西市       | 1840年   | 博根縣                                       | 英國探險家亨利·哈德遜，他曾探索部分新澤西州海岸                                | 634,266 | 47平方英里 （122平方公里）    |      |
| 亨特敦縣     | 019      | 夫雷明頓     | 1714年   | 伯靈頓縣                                     | 於1710年至1720年期間在任的新澤西殖民地總督羅伯特·亨特                          | 128,349 | 430平方英里 （1,114平方公里） |      |
| 默瑟縣       | 021      | 特伦顿       | 1838年   | 亨特敦縣、伯靈頓縣、密德薩克斯縣和薩默塞特縣 | 在普林斯顿战役中戰死的大陆军將軍休·默瑟                                        | 366,513 | 226平方英里 （585平方公里）   |      |
| 密德薩克斯縣 | 023      | 新布朗斯维克 | 1683年   | 東澤西原本的四個縣之一                       | 英國已被廢除的密德薩克斯郡                                                     | 809,858 | 311平方英里 （805平方公里）   |      |
| 蒙茅斯縣     | 025      | 菲力荷自治市 | 1683年   | 東澤西原本的四個縣之一                       | 英國已被廢除的蒙茅斯郡                                                         | 630,380 | 472平方英里 （1,222平方公里） |      |
| 摩里斯縣     | 027      | 莫里斯敦     | 1739年   | 亨特敦縣                                     | 本縣成立時在任的新澤西殖民地總督劉易斯·莫里斯                                  | 492,276 | 469平方英里 （1,215平方公里） |      |
| 海洋縣       | 029      | 湯姆斯河     | 1850年   | 蒙茅斯縣                                     | 位於本縣東方的大西洋                                                           | 576,567 | 916平方英里 （2,372平方公里） |      |
| 巴賽克縣     | 031      | 帕特生       | 1837年   | 博根縣和艾塞克斯縣                           | 「Pasaeck」，在德拉瓦語中有“峽谷”的意思                                        | 501,226 | 185平方英里 （479平方公里）   |      |
| 塞勒姆縣     | 033      | 塞勒姆       | 1694年   | 西澤西原本的兩個縣之一                       | 猶太人祝福語「Shalom」，意見為“平安”                                           | 66,083  | 338平方英里 （875平方公里）   |      |
| 萨默塞特县   | 035      | 桑莫維爾     | 1688年   | 密德薩克斯縣                                 | 英國森麻實郡                                                                   | 323,444 | 305平方英里 （790平方公里）   |      |
| 蘇塞克斯縣   | 037      | 牛頓         | 1753年   | 摩里斯縣                                     | 英國萨塞克斯郡                                                                 | 149,265 | 521平方英里 （1,349平方公里） |      |
| 聯合縣       | 039      | 伊麗莎白     | 1857年   | 艾塞克斯縣                                   | 美國內戰結束後美國的統一                                                       | 536,499 | 103平方英里 （267平方公里）   |      |
| 沃倫縣       | 041      | 貝爾維迪爾   | 1824年   | 蘇塞克斯縣                                   | 死於美國獨立戰爭邦克山戰役的美國將軍約瑟·瓦倫                                  | 108,692 | 358平方英里 （927平方公里）   |      |

## 外部連結
- 人口普查局的新澤西州地圖
- 新澤西州歷史地圖